# Muzeum Regionalne Ziemi Sulmierzyckiej w Sulmierzycach
Muzeum Regionalne Ziemi Sulmierzyckiej im. Sebastiana Fabiana Klonowica w Sulmierzycach – muzeum z siedzibą w Sulmierzycach. Placówka jest miejską jednostką organizacyjną, a jego siedzibą jest pochodzący z 1743 roku dawny ratusz - jedyna tego typu budowla w Polsce, wykonana w całości z drewna.
Muzeum powstało w 1957 roku z inicjatywy Towarzystwa Miłośników Ziemi Sulmierzyckiej. Większość zgromadzonych w nim zbiorów zostało przekazanych przez mieszkańców miasta i okolicy.

W ramach muzealnej wystawy prezentowane są eksponaty archeologiczne oraz historyczne (sale na parterze budynku) oraz etnograficzne (pomieszczenia na piętrze). Wśród zbiorów znajdują się m.in. dawne fotografie i dokumenty, przedmioty codziennego użytku, stroje, numizmaty i militaria. Prezentowane są tu pamiątki po sulmierzyckich cechach (skrzynie cechowe), Bractwie Kurkowym (najstarsza w Wielkopolsce tarcza strzelecka z 1882 roku), klubie sportowym LKS "Sulimirczyk" a także późnogotycka chrzcielnica, pochodząca z tutejszego kościoła.

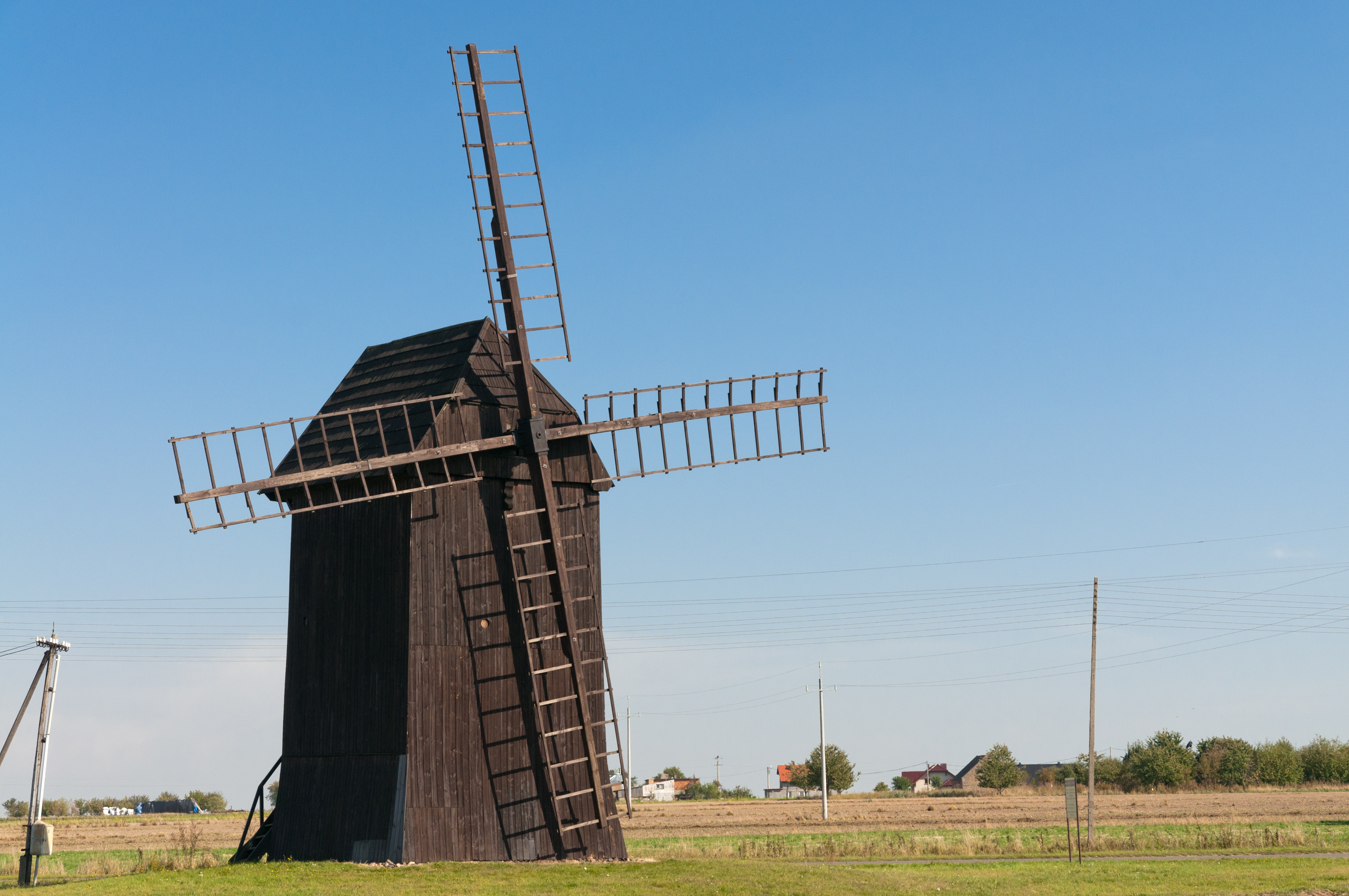
Wiatrak "Jakub"

W ramach działalności muzeum udostępniany jest również, pochodzący z 1795 roku, wiatrak "Jakub", znajdujący się przy ul. Poznańskiej. W jego pomieszczeniach prezentowane jest tradycyjne wyposażenie oraz ekspozycja dotycząca młynarstwa.
Muzeum jest obiektem całorocznym, czynne od listopada do kwietnia poniedziałek,wtorek,środa i piątek, od maja do października poniedziałek, środa, piątek, sobota i niedziela wstęp płatny.